# Fine brown frame
Fine brown frame is een jazzlied geschreven door Guadalupe Cartiero en J. Mayo Williams. Het werd voor het eerst (voor zover na te gaan) opgenomen door Buddy Johnson en zijn orkest in 1948. In de loop der jaren verscheen een aantal covers. In Nederland en België werd de versie van Lou Rawls en Dianne Reeves in 1989 een bescheiden hitje. Voor wat betreft het Nederlandse taalgebied namen Sofie en Günther Neefs het op (1996). Meest intieme versie is van Nellie Lutcher.

## Lou Rawls
Fine brown frame is een single van Lou Rawls in duet met Dianne Reeves. Het is afkomstig van Rawls' album At last. Het werd alleen in Nederland en België een hitje.

## Hitnotering
Alarmschijf

### Nederlandse Top 40
| Positie: | 25 | 14 | 11 | 11 | 14 | 27 | 40 | uit |

### NederlandseMega Top 50
| Positie: | 43 | 19 | 13 | 13 | 22 | 37 | 61 | 80 | 94 | uit |

### BelgischeBRT Top 30
| Positie: | 24 | 19 | 25 | 26 | 16 | 18 | uit |

### VlaamseUltratop 50
| Positie: | 34 | 31 | 34 | 34 | 28 | 28 | uit |

### NPO Radio 2 Top 2000
Fine Brown Frame stond alleen in 1999 in de NPO Radio 2 Top 2000, op plek 1796.